# Juan Mieg
Juan Mieg (Basilea, 1780-1859) fue un profesor y naturalista suizo, que llegó a España en 1814 acompañando a Fernando VII en la vuelta de su exilio. 

## Biografía
Fue director del Gabinete de Física y Química del cuarto del Serenísimo Infante don Antonio. Se dedicó a la entomología. Escribió varios libros y pintó varias acuarelas en las que plasmó los alrededores de Madrid, especialmente Carabanchel Alto y Carabanchel Bajo. En 1825 fijó su residencia en Carabanchel, donde se le conoció con el mote de "tío Cigüeño".